# قائمة قرارات مجلس الأمن التابع للأمم المتحدة لعام 1999
تتضمن قائمة قرارات مجلس الأمن التابع للأمم المتحدة لعام 1999 جميع القرارات الصادرة عن مجلس الأمن التابع للأمم المتحدة خلال العام 1999.

## القائمة
| رقم القرار | الرمز            | نص القرار                         | موضوع القرار |
| ---------- | ---------------- | --------------------------------- | --- |
| 1220       | S/RES/1220(1999) | نص الوثيقة على موقع الأمم المتحدة | الحالة في سيراليون |
| 1221       | S/RES/1221(1999) | نص الوثيقة على موقع الأمم المتحدة | الحالة في أنغولا |
| 1222       | S/RES/1222(1999) | نص الوثيقة على موقع الأمم المتحدة | الحالة في كرواتيا |
| 1223       | S/RES/1223(1999) | نص الوثيقة على موقع الأمم المتحدة | الحالة في الشرق الأوسط |
| 1224       | S/RES/1224(1999) | نص الوثيقة على موقع الأمم المتحدة | الحالة المتعلقة بالصحراء الغربية |
| 1225       | S/RES/1225(1999) | نص الوثيقة على موقع الأمم المتحدة | الحالة في جورجيا |
| 1226       | S/RES/1226(1999) | نص الوثيقة على موقع الأمم المتحدة | الحالة بين إريتريا وإثيوبيا |
| 1227       | S/RES/1227(1999) | نص الوثيقة على موقع الأمم المتحدة | الحالة بين إريتريا وإثيوبيا |
| 1228       | S/RES/1228(1999) | نص الوثيقة على موقع الأمم المتحدة | الحالة المتعلقة بالصحراء الغربية |
| 1229       | S/RES/1229(1999) | نص الوثيقة على موقع الأمم المتحدة | الحالة في أنغولا |
| 1230       | S/RES/1230(1999) | نص الوثيقة على موقع الأمم المتحدة | الحالة في جمهورية أفريقيا الوسطى |
| 1231       | S/RES/1231(1999) | نص الوثيقة على موقع الأمم المتحدة | الحالة في سيراليون |
| 1232       | S/RES/1232(1999) | نص الوثيقة على موقع الأمم المتحدة | الحالة المتعلقة بالصحراء الغربية |
| 1233       | S/RES/1233(1999) | نص الوثيقة على موقع الأمم المتحدة | الحالة في غينيا-بيساو |
| 1234       | S/RES/1234(1999) | نص الوثيقة على موقع الأمم المتحدة | الحالة المتعلقة بجمهورية الكونغو الديمقراطية |
| 1235       | S/RES/1235(1999) | نص الوثيقة على موقع الأمم المتحدة | الحالة المتعلقة بالصحراء الغربية |
| 1236       | S/RES/1236(1999) | نص الوثيقة على موقع الأمم المتحدة | الحالة في تيمور |
| 1237       | S/RES/1237(1999) | نص الوثيقة على موقع الأمم المتحدة | الحالة في أنغولا |
| 1238       | S/RES/1238(1999) | نص الوثيقة على موقع الأمم المتحدة | الحالة المتعلقة بالصحراء الغربية |
| 1239       | S/RES/1239(1999) | نص الوثيقة على موقع الأمم المتحدة | قرارات مجلس الأمن 1160(1998) و1199(1998) و1203(1998) |
| 1240       | S/RES/1240(1999) | نص الوثيقة على موقع الأمم المتحدة | الحالة في طاجيكستان وعلى امتداد الحدود الطاجيكية - الأفغانية |
| 1241       | S/RES/1241(1999) | نص الوثيقة على موقع الأمم المتحدة | المحكمة الدولية لمحاكمة الاشخاص المسؤولين عن إبادة الأجناس وغير ذلك من الانتهاكات الجسيمة للقانون الإنساني الدولي المرتبكة في إقليم رواندا والمواطنين الروانديين المسؤولين عن ارتكاب أعمال إبادة الأجناس وغيرها من الانتهاكات المماثلة في أراضي الدول المجاورة |
| 1242       | S/RES/1242(1999) | نص الوثيقة على موقع الأمم المتحدة | الحالة بين العراق والكويت |
| 1243       | S/RES/1243(1999) | نص الوثيقة على موقع الأمم المتحدة | الحالة في الشرق الأوسط |
| 1244       | S/RES/1244(1999) | نص الوثيقة على موقع الأمم المتحدة | الحالة المتعلقة بكوسوفو |
| 1245       | S/RES/1245(1999) | نص الوثيقة على موقع الأمم المتحدة | الحالة في سيراليون |
| 1246       | S/RES/1246(1999) | نص الوثيقة على موقع الأمم المتحدة | الحالة في تيمور |
| 1247       | S/RES/1247(1999) | نص الوثيقة على موقع الأمم المتحدة | الحالة في البوسنة والهرسك |
| 1248       | S/RES/1248(1999) | نص الوثيقة على موقع الأمم المتحدة | قبول أعضاء جدد |
| 1249       | S/RES/1249(1999) | نص الوثيقة على موقع الأمم المتحدة | قبول أعضاء جدد |
| 1250       | S/RES/1250(1999) | نص الوثيقة على موقع الأمم المتحدة | الحالة في قبرص |
| 1251       | S/RES/1251(1999) | نص الوثيقة على موقع الأمم المتحدة | الحالة في قبرص |
| 1252       | S/RES/1252(1999) | نص الوثيقة على موقع الأمم المتحدة | الحالة في كرواتيا |
| 1253       | S/RES/1253(1999) | نص الوثيقة على موقع الأمم المتحدة | قبول أعضاء جدد |
| 1254       | S/RES/1254(1999) | نص الوثيقة على موقع الأمم المتحدة | الحالة في الشرق الأوسط |
| 1255       | S/RES/1255(1999) | نص الوثيقة على موقع الأمم المتحدة | الحالة في جورجيا |
| 1256       | S/RES/1256(1999) | نص الوثيقة على موقع الأمم المتحدة | الحالة في البوسنة والهرسك |
| 1257       | S/RES/1257(1999) | نص الوثيقة على موقع الأمم المتحدة | الحالة في تيمور |
| 1258       | S/RES/1258(1999) | نص الوثيقة على موقع الأمم المتحدة | الحالة فيما يتعلق بجمهورية الكونغو الديمقراطية |
| 1259       | S/RES/1259(1999) | نص الوثيقة على موقع الأمم المتحدة | المحكمة الدولية ليوغوسلافيا السابقة ورواندا - تعيين المدعي العام |
| 1260       | S/RES/1260(1999) | نص الوثيقة على موقع الأمم المتحدة | الحالة في سيراليون |
| 1261       | S/RES/1261(1999) | نص الوثيقة على موقع الأمم المتحدة | الأطفال والصراعات المسلحة |
| 1262       | S/RES/1262(1999) | نص الوثيقة على موقع الأمم المتحدة | الحالة في تيمور |
| 1263       | S/RES/1263(1999) | نص الوثيقة على موقع الأمم المتحدة | الحالة المتعلقة بالصحراء الغربية |
| 1264       | S/RES/1264(1999) | نص الوثيقة على موقع الأمم المتحدة | الحالة في تيمور الشرقية |
| 1265       | S/RES/1265(1999) | نص الوثيقة على موقع الأمم المتحدة | حماية المدنيين في الصراع المسلح |
| 1266       | S/RES/1266(1999) | نص الوثيقة على موقع الأمم المتحدة | الحالة بين العراق والكويت |
| 1267       | S/RES/1267(1999) | نص الوثيقة على موقع الأمم المتحدة | الحالة في أفغانستان |
| 1268       | S/RES/1268(1999) | نص الوثيقة على موقع الأمم المتحدة | الحالة في أنغول |
| 1269       | S/RES/1269(1999) | نص الوثيقة على موقع الأمم المتحدة | مسؤولية مجلس الأمن عن صون السلم والأمن الدوليين |
| 1270       | S/RES/1270(1999) | نص الوثيقة على موقع الأمم المتحدة | الحالة في سيراليون |
| 1271       | S/RES/1271(1999) | نص الوثيقة على موقع الأمم المتحدة | الحالة في جمهورية أفريقيا الوسطى |
| 1272       | S/RES/1272(1999) | نص الوثيقة على موقع الأمم المتحدة | الحالة في تيمور الشرقية |
| 1273       | S/RES/1273(1999) | نص الوثيقة على موقع الأمم المتحدة | الحالة فيما يتعلق بجمهورية الكونغو الديمقراطية |
| 1274       | S/RES/1274(1999) | نص الوثيقة على موقع الأمم المتحدة | الحالة في طاجيكستان وعلى طول الحدود الطاجيكية - الأففانية |
| 1275       | S/RES/1275(1999) | نص الوثيقة على موقع الأمم المتحدة | الحالة بين العراق والكويت |
| 1276       | S/RES/1276(1999) | نص الوثيقة على موقع الأمم المتحدة | الحالة في الشرق الأوسط |
| 1277       | S/RES/1277(1999) | نص الوثيقة على موقع الأمم المتحدة | المسألة المتعلقة بهايتي |
| 1278       | S/RES/1278(1999) | نص الوثيقة على موقع الأمم المتحدة | محكمة العدل الدولية |
| 1279       | S/RES/1279(1999) | نص الوثيقة على موقع الأمم المتحدة | الحالة المتعلقة بجمهورية الكونغو الديمقراطية |
| 1280       | S/RES/1280(1999) | نص الوثيقة على موقع الأمم المتحدة | الحالة بين العراق والكويت |
| 1281       | S/RES/1281(1999) | نص الوثيقة على موقع الأمم المتحدة | الحالة بين العراق والكويت |
| 1282       | S/RES/1282(1999) | نص الوثيقة على موقع الأمم المتحدة | الحالة المتعلقة بالصحراء الغربية |
| 1283       | S/RES/1283(1999) | نص الوثيقة على موقع الأمم المتحدة | الحالة في قبرص |
| 1284       | S/RES/1284(1999) | نص الوثيقة على موقع الأمم المتحدة | الحالة بين العراق والكويت |

## المرجع
1. ↑  "قرارات مجلس الأمن". الأمم المتحدة. مؤرشف من الأصل في 2018-08-13. اطلع عليه بتاريخ 22 شباط / فبراير 2017. {{استشهاد ويب}}: تحقق من التاريخ في: |تاريخ الوصول= (مساعدة)